# الناز کمپانی
الناز کمپانی زارع (متولد ۱۳ آذر ۱۳۶۸ در شیراز) دونده و عضو تیم ملی دو و میدانی زنان ایران است.کمپانی رکوردار ماده ۶۰متر مانع و رکوردار سابق ۱۰۰متر مانع زنان ایران است و دختر رکوردهای دست نیافتنی معروف است. از سال ۱۳۹۳ تا فروردین ۱۴۰۰ رکوردار ۱۰۰متر مانع بود. او در سال ۱۳۸۸ مدال برنز ۶۰ مترمانع در چهارمین دوره مسابقات قهرمانی دو و میدانی داخل سالن آسیا و در سال ۲۰۱۶ مدال نقره بخش امدادی رشته ۴۰۰*۴ (۴ در ۴۰۰ متر امدادی) در هفتمین دوره مسابقات قهرمانی دو و میدانی داخل سالن آسیا و در سال ۲۰۱۸ مدال نقره ماده ۶۰متر مانع هشتمین دوره مسابقات قهرمانی دو و میدانی داخل سالن آسیا را بدست آورد.

## افتخارات
وی در در سال ۲۰۱۸ مدال نقره رشتهٔ دو ۶۰ متر بامانعِ هشتمین دورهٔ مسابقات قهرمانی دو و میدانی داخل سالن آسیا را به دست آورد.
وی هم‌اکنون رکورد دار در دوی شصت متر و صد متر بامانع است.
کمپانی رکوردار ماده ۶۰متر مانع و رکوردار سابق ۱۰۰متر مانع زنان ایران است و دختر رکوردهای دست نیافتنی معروف است.
از سال ۱۳۹۳ تا فروردین ۱۴۰۰ رکوردار ۱۰۰متر مانع بود.
و از سال ۱۳۹۰ تاکنون رکوردار ۶۰ متر مانع ایران است.
او در سال ۱۳۸۸ مدال برنز ۶۰ مترمانع در چهارمین دوره مسابقات قهرمانی دو و میدانی داخل سالن آسیا و در سال ۲۰۱۶ مدال نقره بخش امدادی رشته (۴ در ۴۰۰ متر امدادی) در هفتمین دوره مسابقات قهرمانی دو و میدانی داخل سالن آسیا و در سال ۲۰۱۸ مدال نقره ماده ۶۰متر مانع هشتمین دوره مسابقات قهرمانی دو و میدانی داخل سالن آسیا را بدست آورد.

### مسابقات و مدال‌های کسب شده

#### دو و میدانی زنان

##### نماینده ایران
مدال نقره ۶۰ متر مانع قهرمانی آسیا داخل سالن سال ۱۳۹۶
مدال نقره ۴*۴۰۰ متر امدادی قهرمانی آسیا قطر سال ۱۳۹۴
مقام ششم ۶۰مترمانع داخل سالن قطر (دوحه) ۱۳۹۴
مدال برنز ۶۰ مترمانع قهرمانی آسیا داخل سالن سال ۱۳۸۸
مدال نقره ۱۰۰مترمانع غرب آسیا امارات سال ۱۳۹۱
مقام چهارم ۱۰۰مترمانع جام کازانف سال ۱۳۹۴
مقام ششم ۶۰مترمانع قهرمانی آسیا داخل سالن چین ۱۳۹۰
مدال نقره مسابقات بین‌المللی مالزی ۱۳۹۱
مدال نقره در ۶۰ متر مانع مسابقات بین‌المللی ترکیه (استانبول) ۱۳۹۶

#### رکوردها
ماده رکورد تاریخ محل توضیح
۶۰متر مانع ۸٫۴۶ ۲۰۱۸ (۱۳۹۶) تهران (مسابقات قرمانی آسیا داخل سالن) رکورد ملی
۱۰۰متر مانع ۱۴٫۰۱ ۲۰۱۹ (۱۳۹۸) قزاقستان، آلماتی رکورد ملی (سابق)
۱۰۰متر مانع ۱۴٫۱۵ ۱۳۹۴ تهران رکورد باشگاهی

#### افتخارات
الناز کمپانی دختر رکوردهای دست نیافتنی دو و میدانی ایران است، او بارها رکوردهای مختلفی را در ۶۰ مترمانع و ۱۰۰مترمانع جابه‌جا کرده که شاید مهم‌ترین آنها افزایش رکورد دوی ۱۰۰ متر مانع کشور پس از ۴۰ سال باشد.
او ژیمناستیک رو از ۵ سالگی شروع کرد و در استان فارس مقام دوم را کسب کرد.
الناز در ۹ سالگی در دوومیدانی کشف استعداد شد و تا سال ۸۷ در آموزش و پرورش در رشته‌های مختلف فعالیت می‌کرد و مقام‌های اول تا سوم کشور را در کارنامه خود دارد.
اولین حضور وی در مسابقات قهرمانی آسیا در کشور ایران سال ۱۳۸۸بود که مقام سوم ۶۰متر مانع ایران را به همراه داشت.
در سال ۱۳۹۰ اولین رکوردشکنی در ۶۰مترمانع که متعلق به خانم پدیده بلوری زاده بود را شکست و برای مسابقات برون مرزی قهرمانی آسیا چین انتخاب شد.
او از سن ۲۳ سالگی به صورت حرفه ای تمرینات دوومیدانی را زیر نظر مربی خود آقای گرگانی از سر گرفت و در همان سال ۱۳۹۳ بعد از ۴۰ سال رکورد ۱۰۰متر مانع را که متعلق به خانم ناتاشا سلیمان‌زاده بود را از آن خود کرد.
در سال ۲۰۱۴ در استان فارس به عنوان برترین ورزشکار سال انتخاب شد.
تحصیلات او لیسانس تربیت بدنی از دانشگاه شیراز است.
لازم است ذکر شود الناز کمپانی فروردین سال ۱۳۹۸ به کمک سیل زدگان استان گلستان شتافت.

#### رکوردها از قدیم به جدید
تا سال ۱۳۵۶ رکوردار ۱۰۰متر مانع مریم صدارتی بود که ناتاشا سلیمانی زاده توانست در مسابقات آموزشگاه‌ها در سال ۱۳۵۶ رکورد وی را بزند و تا سال ۱۳۹۳ رکوردار بماند. الناز کمپانی در سال ۱۳۹۳ توانست رکورد ملی ایرانِ بعد از انقلاب را از آنِ خود کند.